# Maurits Lodewijk II van Nassau-LaLecq
Maurits Lodewijk II van Nassau-LaLecq, né le 2 décembre 1670 à La Haye et mort le 26 décembre 1740 à Menin, est un officier néerlandais. Il a fini sa carrière général.

## Biographie
Il est le fils de Maurits Lodewijk I van Nassau-LaLecq (nl) et d'Anna Isabella van Beieren-Schagen.
Colonel de cavalerie en 1698, major-général en 1704, puis lieutenant-général en 1707, il devient commandant de Ypres en 1717, puis commandant de Menin de 1724 à 1740.

## Sources
- (nl) Cet article est partiellement ou en totalité issu de l’article de Wikipédia en néerlandais intitulé « Maurits Lodewijk van Nassau-LaLecq (1670-1740) » (voir la liste des auteurs).